# Crisis de opioides en los Estados Unidos

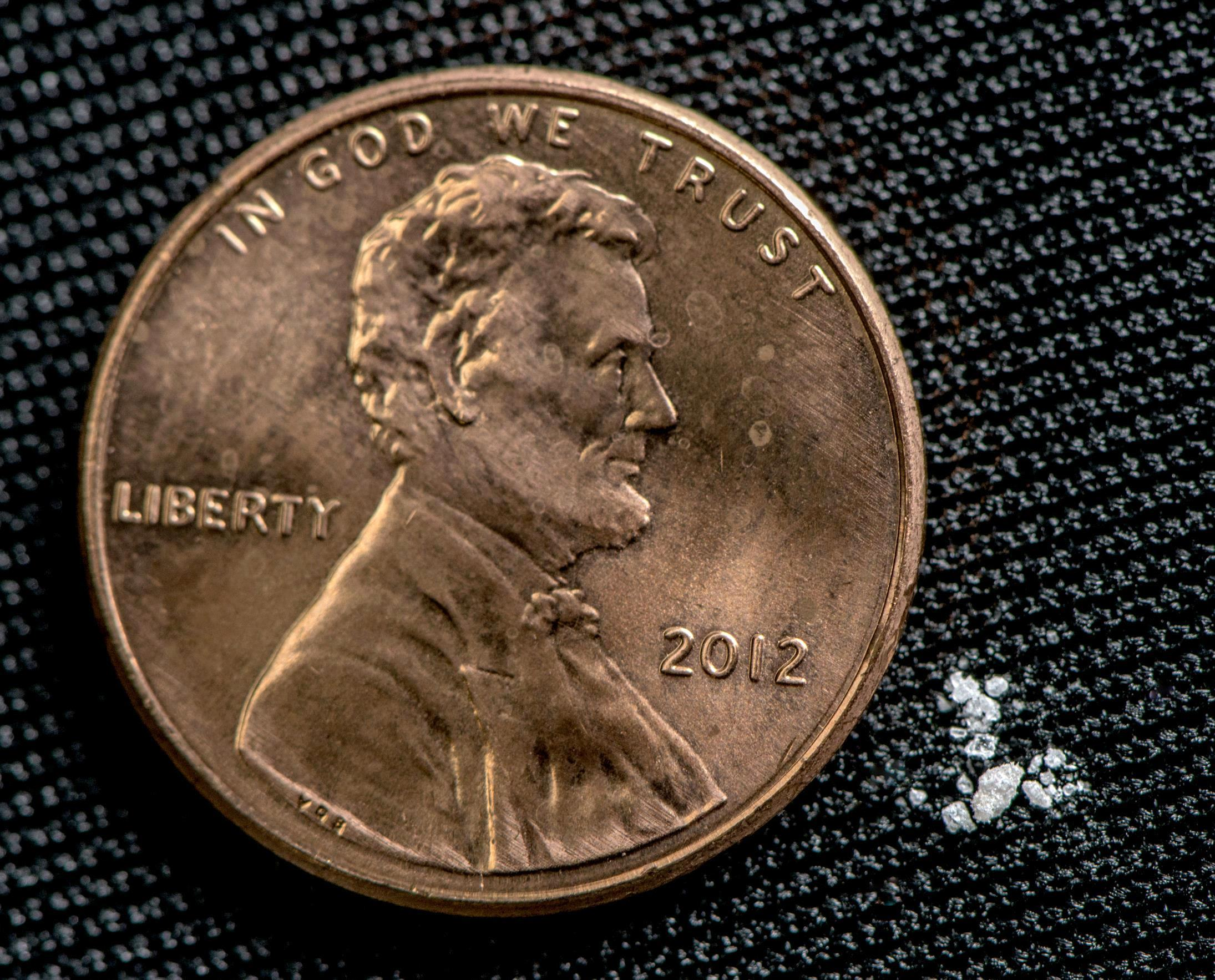
Para la mayoría de personas solo 2 mg de fentanilo resultan en una dosis mortal (comparación con una pequeña moneda de un centavo de dólar)

La crisis de opioides o epidemia de opioides se refiere al gran aumento de drogadictos y muertes asociadas con el uso indebido de analgésicos opioides (como el fentanilo) en los Estados Unidos. La mayoría, por haberse vuelto dependientes de los opioides legales recetados previamente por un médico, otros por ingerir adulterado el medicamento.
Según los Centros para el Control y Prevención de Enfermedades, entre 1999 y 2019, 500.000 estadounidenses murieron a causa de una sobredosis relacionada con algún opioide.

## Telón de fondo

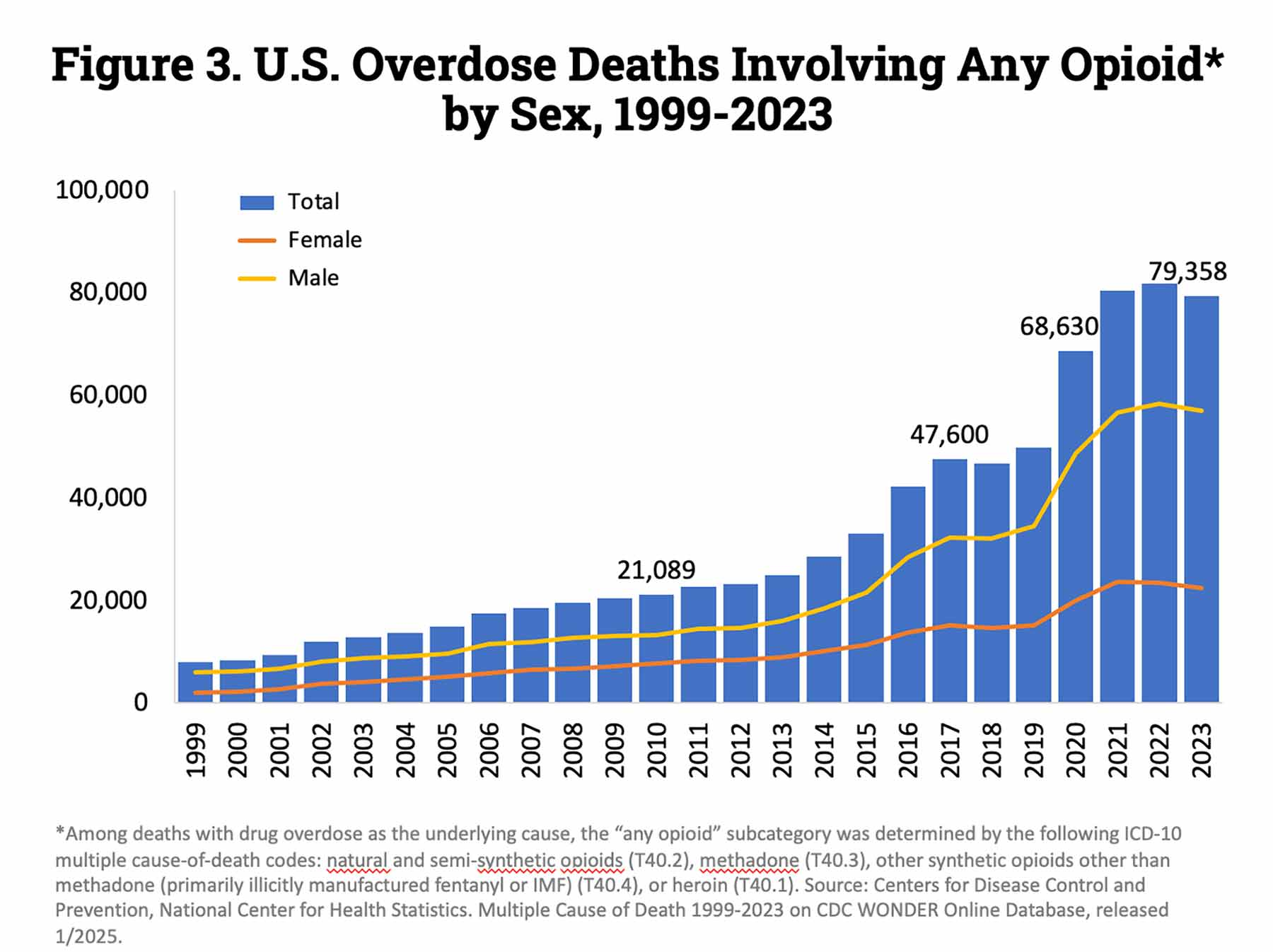
Número de personas fallecidas por opioides en los EE. UU. de 1999 a 2022.

El comienzo del fenómeno fue el analgésico recetado OxyContin, producido por la compañía Purdue Pharma, propiedad de la familia Sackler, que lo introdujo al mercado en 1996 y lo publicitó agresivamente como analgésico supuestamente inofensivo. Ya en la década de 1920, se conocía el problema de la adicción a este tipo de sustancias («eukodalismo», por el fármaco Eukodal), pero fue desplazado del debate público con éxito. Además, a través del cabildeo y el marketing agresivo, Purdue y otras compañías farmacéuticas han estado produciendo opioides, que anteriormente sólo eran utilizados por pacientes críticos, pero ahora se recetan para dolores cotidianos en los Estados Unidos. El gran aumento en el número de muertes relacionadas con las drogas en los EE.UU. fue una de las razones por las cuales la esperanza de vida promedio ha disminuido desde 2015, por primera vez desde la Primera Guerra Mundial.
Los opioides tienen un impacto grande en la química del cerebro y pueden conducir rápidamente a la dependencia. La sobredosis causa muchas muertes, ya que los opioides pueden afectar y paralizar el centro respiratorio. Los medicamentos en cuestión incluyen oxicodona (nombre comercial OxyContin o Percocet), hidrocodona (nombre comercial Vicodin) y el muy potente fentanilo. En muchos casos, las personas se cambiaron a la heroína (diacetilmorfina) porque siendo ilegal era más barata, y cuyo abuso ha aumentado considerablemente en los últimos años. La mayoría de ellos se habían vuelto dependientes a los opioides legales que se les había recetado previamente. 
De 2006 a 2012 las compañías farmacéuticas de EE.UU. colocaron en el mercado más de 76 mil millones de analgésicos que contienen opioides. Estos fueron negociados en 360 millones de transacciones durante el mismo período. Los productores más activos fueron SpecGx (con el 38% de cuota de mercado), seguidos de Actavis Pharma, Par Pharmaceutical y Purdue (con el 3,2% de cuota de mercado). Seis cadenas de farmacias compartieron las tres cuartas partes del negocio de distribución en los Estados Unidos durante el mismo período: McKesson, Walgreens, Cardinal Health, Amerisource Bergen, CVS Health y Walmart. La epidemia de opiáceos en Estados Unidos ha crecido hasta tal punto, que el 26 de octubre de 2017, el presidente Donald Trump declaró la emergencia médica. Sin embargo, apenas proporcionó fondos adicionales para combatir el problema.

## Desarrollo de muertes

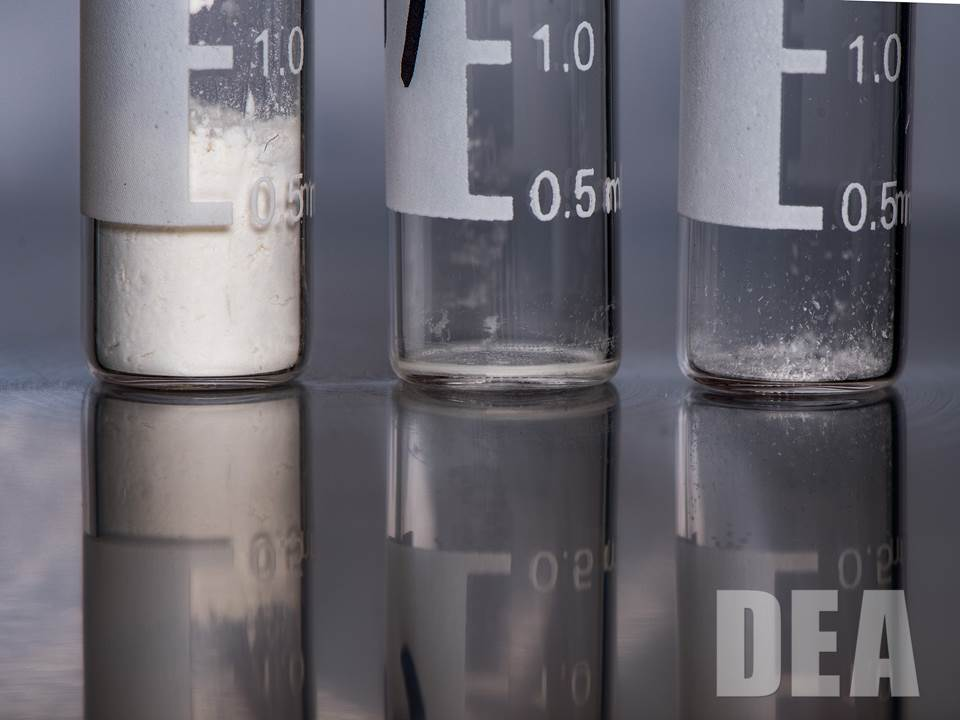
De izquierda a derecha, dosis letales de heroína, carfentanilo y fentanilo respectivamente, según la Administración de Control de Drogas de los Estados Unidos.

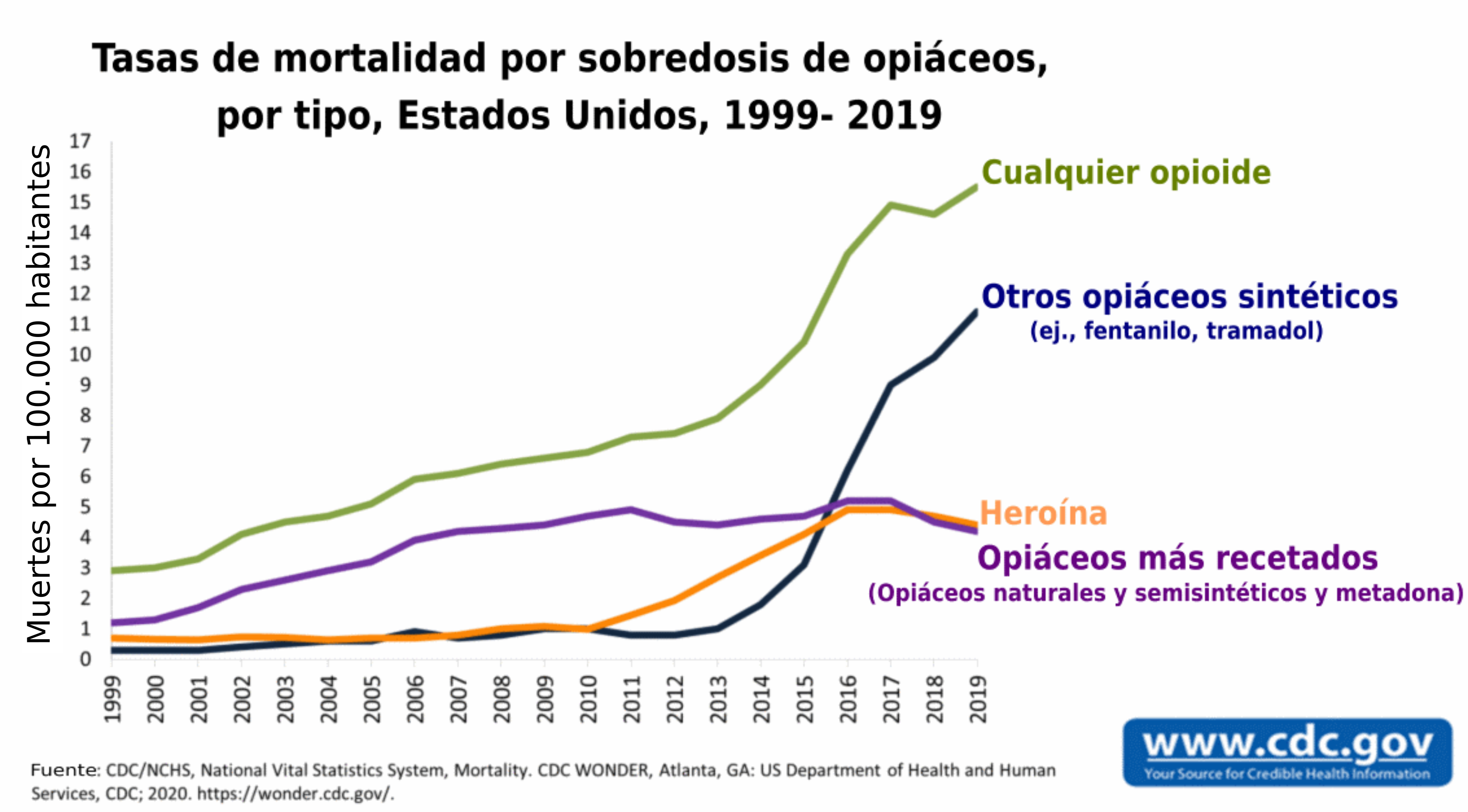
Muertes por sobredosis de opioides en EE. UU., 2000-2019. Muertos por cada 100,000 personas

Según la Agencia para el Control de Drogas estadounidense (DEA), las muertes por sobredosis en 2015 alcanzaron la magnitud de una epidemia. Ya entre 1999 y 2008, el número de muertes por sobredosis, así como la venta y el abuso de analgésicos aumentaron considerablemente. Desde 2015, hay más muertes por heroína en los Estados Unidos que por accidentes automovilísticos y armas. La sobredosis de drogas es la principal causa de muerte entre las personas menores de 50 años, con dos tercios de las muertes ahora causadas por opioides. Esto ha contribuido a una disminución de la esperanza de vida en los Estados Unidos en los últimos años. A diferencia del pasado, la adicción a las drogas ya no se limita principalmente a ciertos puntos de acceso social en las principales ciudades, sino que afecta también a la clase media en las zonas rurales estadounidenses. La razón principal se explica por la prescripción excesivamente frívola de opioides para el alivio del dolor. 
Muchas de las muertes son causadas por el muy potente fentanilo que, como la heroína, se introduce de contrabando en los Estados Unidos. A diferencia de la heroína, este otro opioide se sintetiza localmente cada vez más. El fentanilo se usa adicionalmente con más frecuencia para estirar (adulterar) la heroína menos potente. La efectividad mucho mayor de la mezcla a menudo conduce a sobredosis involuntarias. En marzo de 2017, el Gobernador de Maryland declaró el estado de emergencia en su estado para combatir la crisis; en julio de 2017, la crisis fue descrita como el mayor desafío para la Agencia de Alimentos y Medicamentos (FDA). 
En 2016, 64.000 estadounidenses murieron por sobredosis, un 21% más que en 2015. En 2010 hubo 16.000 muertes, en 1999 sólo eran 4.000. Según los Centros para el Control y Prevención de Enfermedades (CDC), el número de víctimas aumentó nuevamente en 2017 en un 10%, hasta 72.287.

## Consecuencias

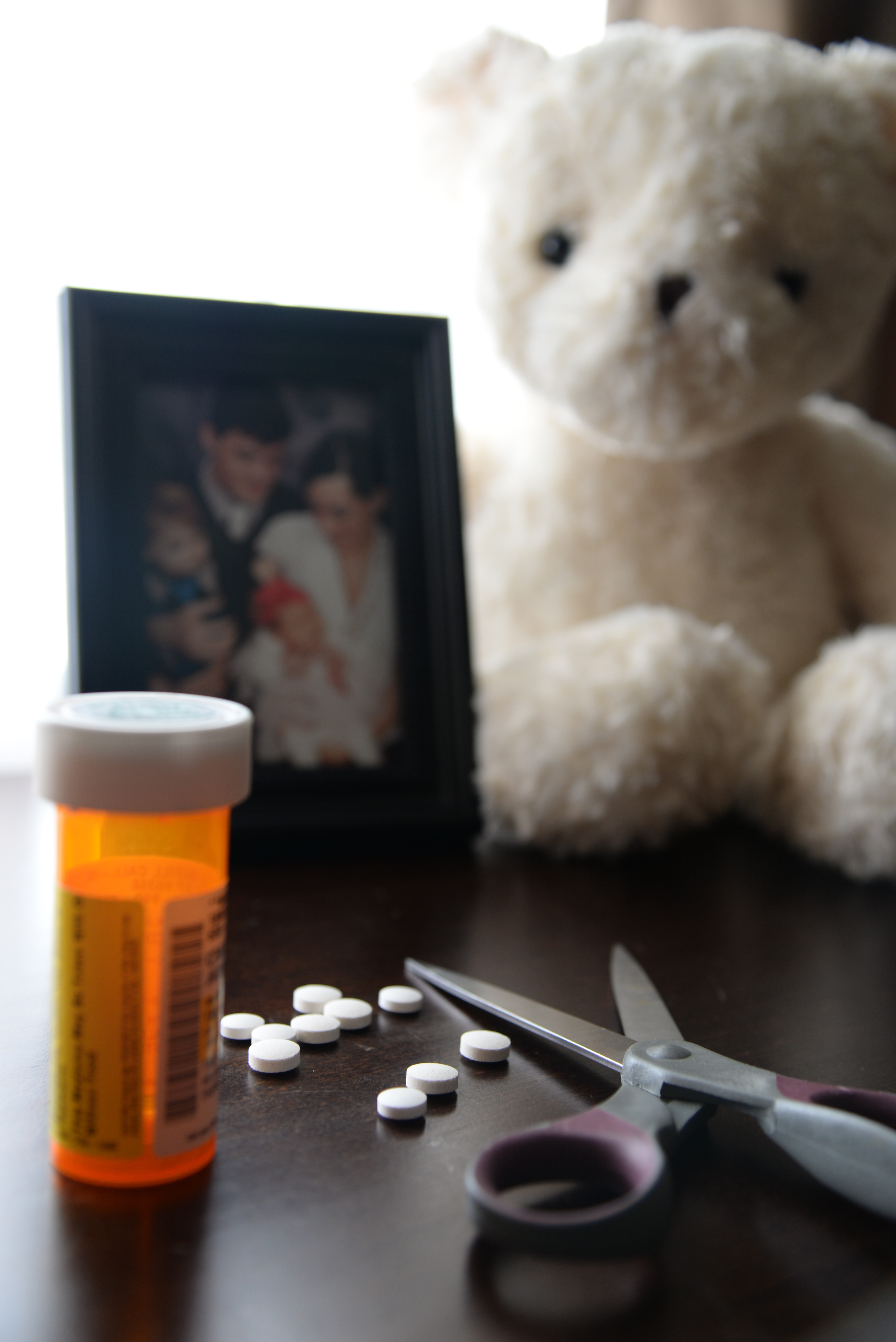
Los medicamentos recetados son la segunda categoría de drogas más abusada después de la marihuana entre los jóvenes.

Muertes por sobredosis de drogas cada 100.000 habitantes en EE. UU..

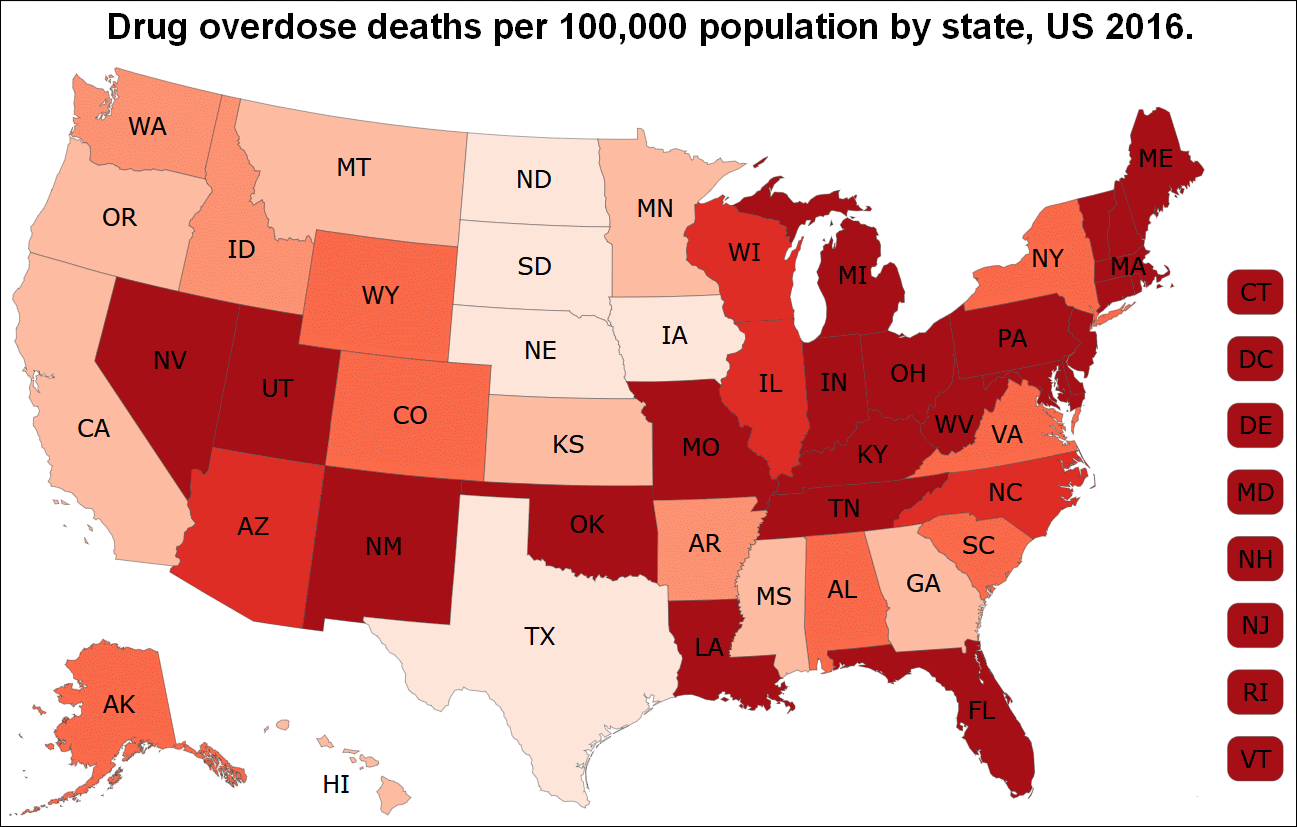
De las 64 070 muertes por sobredosis en Estados Unidos en 2016, los opioides estuvieron involucrados en 42 249. En 2016, los cinco estados con las tasas más altas de muerte por sobredosis de drogas fueron Virginia Occidental (52,0 por cada 100 000 personas), Ohio (39,1 por cada 100 000), Nuevo Hampshire (39,0 por cada 100 000), Pensilvania (37,9 por cada 100 000) y Kentucky (33,5 por cada 100 000).

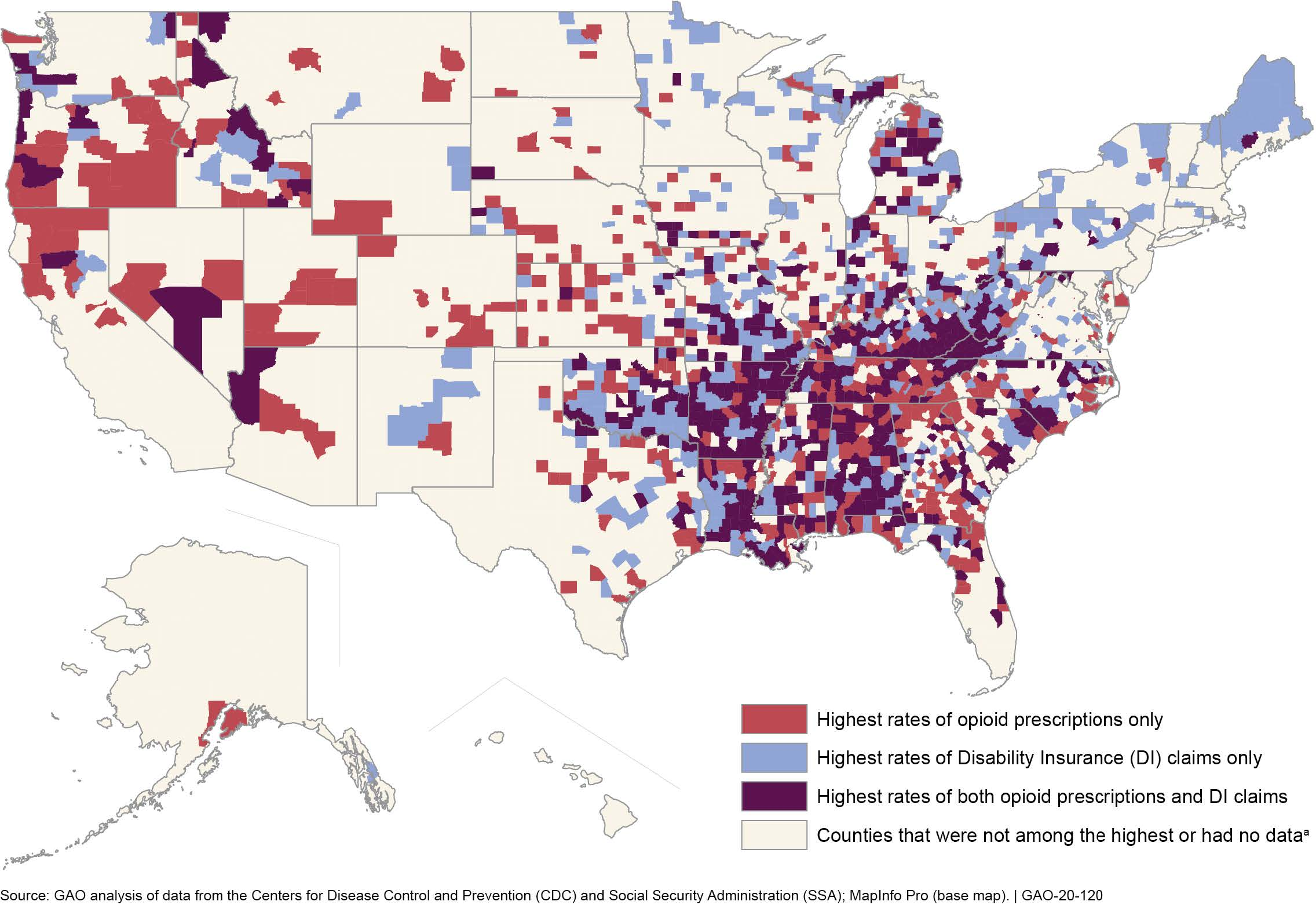
Tercio superior de los condados de EE. UU. en prescripciones de opioides per cápita
Tercio superior de los condados de EE. UU. en reclamos de seguro por discapacidad per cápita
Tercio superior de los condados de EE. UU. tanto en prescripciones de opioides per cápita como en reclamos de seguro por discapacidad per cápita

La alta tasa de mortalidad por sobredosis, la propagación de enfermedades transmisibles y la carga económica son los principales problemas causados por la epidemia, que se ha convertido en una de las peores crisis de drogas en la historia de Estados Unidos. Más de 33,000 personas murieron por sobredosis en 2015, casi igual al número de muertes por accidentes automovilísticos con muertes por heroína solo más que por homicidios con armas de fuego. También ha dejado a miles de niños que de repente necesitan cuidado de crianza después de que sus padres hayan muerto por una sobredosis.
La adicción no solo afecta a las personas que toman el medicamento, sino también a las personas que los rodean, como las familias y las relaciones. El conflicto suele ser el problema número uno entre los miembros de la familia y las personas que abusan de la heroína, la lucha se convierte en una rutina diaria. En la etnografía de Jeff Schonberg y Philippe Bourgois, Righteous Dopefiend, hicieron una observación participante entre 1994 y 2006, y se centraron en las vidas de los adictos a la heroína sin hogar en San Francisco, California. 
Descubrieron que, por ejemplo, Sonny todavía está en contacto con su familia, pero él no vive con ellos, y se prometió a sí mismo que nunca dejará que su familia lo vea en su peor momento, pero él va a su familia generalmente por vacaciones y fechas importantes, y cuando está con ellos está sobrio. Sin embargo, este tipo de relación no siempre es el caso. Observaron otro ejemplo con Tina, cuyos padres han cortado completamente el contacto con ella, y ella se queda en la calle sin nadie, excepto la familia que ha creado en la sociedad de personas sin hogar. Un estudio de 2016 mostró que el costo de las sobredosis de opioides recetados, el abuso y la dependencia en los Estados Unidos en 2013 fue de aproximadamente 78,5 mil millones de $, la mayoría de los cuales se atribuyó al gasto en atención médica y justicia penal, junto con la pérdida de productividad. 
Para 2015, la epidemia había empeorado con sobredosis y muertes que se duplicaron en la última década. La Casa Blanca declaró el 20 de noviembre de 2017 que solo en 2015 la epidemia de opioides le costó a los Estados Unidos unos $ 504 mil millones.
Dos empleados de la Universidad de Notre Dame fueron asesinados en un asesinato-suicidio por la negativa del Dr. Todd Graham, de 56 años, a renovar la receta de opioides para la esposa de Mike Jarvis, de 48 años. La representante de los Estados Unidos, Jackie Walorski, patrocinó un proyecto de ley en memoria del médico que no prescribió en exceso; la Ley de Mejora del manejo del Dolor del Dr. Todd Graham tiene como objetivo abordar la epidemia de opioides.
El Consejo Nacional de Seguridad calculó que las probabilidades de morir por una sobredosis de opioides (1 en 96) en 2017 fueron mayores que las probabilidades de morir en un accidente automovilístico (1 en 103) en los Estados Unidos.
La crisis de opioides, combinada con la Ley de Protección del Paciente y Cuidado de Salud a Bajo Precio, ha llevado a una situación llamada Florida shuffle, donde un usuario de drogas se muda entre centros de rehabilitación de drogas para que esos centros puedan facturar a la compañía de seguros del usuario.

### Tratamiento y efectos durante la pandemia de coronavirus
Según el Instituto Nacional sobre el Abuso de Drogas, la pandemia de COVID-19 podría afectar a ciertas poblaciones, como las que padecen trastornos por uso de sustancias y especialmente aquellas con trastorno por consumo de opioides, particularmente duras. Para los pacientes con trastorno por uso de opioides, los efectos de COVID-19 sobre la salud respiratoria y pulmonar son una amenaza significativa. De acuerdo con un artículo de la revista de Asuntos de Salud de abril de 2020 "Una vez que la pandemia de coronavirus disminuye, la epidemia de opioides se enfurecerá", las posibles soluciones recomendadas incluyen exigir a los médicos de grandes grupos de médicos que obtengan la exención federal que les permitiría recetar mediaciones aprobadas por la FDA para tratar adicción. Bajo la Ley de Tratamiento de Adicción a las Drogas de 2000, los médicos pueden obtener una "exención X" para recetar buprenorfina.
La DEA (Administración de Control de Drogas) ya ha incautado más de 11 millones de pastillas de fentanilo solamente en 2024 en los Estados Unidos, mientras que en 2023 se incautaron más de 78 millones de estas.

## Purdue Pharma demandada
En 2007, Purdue Pharma y tres gerentes para la comercialización agresiva de OxyContin fueron sentenciados a una multa de 634.5 millones de dólares. 2019 marcó el año en que, por primera vez, un estado (Massachusetts) demandaba a ocho miembros de la familia farmacéutica Sackler. Walmart, Purdue, Mallinckrodt, CVS, Cardinal y otros han sido acusados en una demanda colectiva presentada por las comunidades estadounidenses ante el Tribunal de Distrito de Cleveland de "inundar" deliberadamente las comunidades con analgésicos que contienen opioides para obtener ganancias. Los demandantes citan, entre otros argumentos, la ley federal contra el crimen organizado, la corrupción y su influencia (o Ley RICO por su sigla en inglés). Las empresas Purdue Pharma ($ 270 millones) y Teva ($ 85 millones) realizaron pagos de indemnización antes de que se dictara sentencia, para terminar así los procesos penales en su contra.
En agosto de 2019, un tribunal del estado de Oklahoma condenó al gigante farmacéutico Johnson & Johnson a un pago compensatorio de $ 572 millones por la crisis de los opioides.

### Purdue Pharma en bancarrota
La farmacéutica enfrenta el pago de 12000 millones de dólares en indemnizaciones por su medicamento OxyContin, y habría llegado a una conciliación con los demandantes para acogerse a la ley de quiebras de los EE. UU. En tanto la familia Sackler, propietaria de la empresa, está acusada de sacar dinero de los EE. UU. para esconderlo en bancos suizos, según señala la Fiscalía de Nueva York.

### Acuerdo de indemnización por 8300 millones de dólares
La empresa admitió su responsabilidad civil en la mayor crisis de salud pública de EE. UU. (hasta la llegada del COVID-19), que causó miles de muertes. Purdue Pharma acordó con el Departamento de Justicia por concepto de «multas, daño civil e indemnizaciones». Las causas penales continuaron adelante, y en caso de que la bancarrota impidiera el pago de las indemnizaciones, éstas podrían ser asumidas por el propio gobierno de EE. UU.

## En la cultura popular
- La miniserie Dopesick: Historia de una adicción 2021, disponible en Disney+.
- La miniserie Painkiller (en español Medicina Letal) de Netflix de 2023.
- Pain Hustlers.
- The Fall of the House of Usher.